# Divinity: Original Sin II
Divinity: Original Sin 2 ist ein rundenbasiertes Fantasy-Rollenspiel des belgischen Entwicklers Larian Studios für Windows, macOS, Xbox One, PlayStation 4, Nintendo Switch und iPadOS. Es ist das sechste Spiel der Divinity-Reihe und erschien zuerst in der Windows-Fassung am 14. September 2017. Das Spiel erhielt überwiegend hervorragende Kritiken, oft sogar als eines der bisher besten Rollenspiele, und wurde mit über 2.000.000 verkauften Exemplaren auch ein kommerzieller Erfolg.

## Handlung
Schauplatz von Divinity: Original Sin 2 ist wie in allen Spielen der Serie die Fantasywelt Rivellon. Wesentliche Bedeutung für die Handlung hat die Quelle. Diese stellt eine spezielle Form von Energie dar, welche das Wirken besonders mächtiger Magie ermöglicht.
Auch die Sieben Götter von Rivellon beziehen ihre Macht aus der Quelle. Die Götter haben einen Teil ihrer Macht auf einen Menschen, Lucian, übertragen und diesem so göttliche Macht verliehen. Mit dieser Macht sollte Lucian der Göttliche den Schleier, der Rivellon von der Leere trennt, schließen. Allerdings ist Lucian gescheitert. Nach seinem Tod ist der Schleier so geschwächt, dass Ungeheuer, die sogenannten Leerenerwachten, nach Rivellon gelangen können. In dieser Situation beginnt die Handlung des Spiels.

### Prolog
Die Hauptfigur ist begabt in Quellenmagie. Da die Anwendung von Quellenmagie scheinbar für das Auftauchen der Leerenerwachten verantwortlich ist, wird sie vom Göttlichen Orden sanktioniert. Die Hauptfigur wird gemeinsam mit weiteren Quellenmagiern vom Orden zur Heilung von der Quelle zur Freudenfeste verschifft. Das Schiff wird von einer Quellenmagierin und einem Kraken angegriffen und sinkt, doch die Hauptfigur überlebt und erreicht die Freudenfeste.

### Die Freudenfeste
Sie erfährt dort, dass die angedachte Heilung von der Quelle tatsächlich nur geistlose leere Hüllen hinterlässt, und flieht aus der Festung. Dabei trifft sie auf die Sucher, eine Gruppe, die Quellenmagier vor dem Orden beschützen. Die Hauptfigur trifft zum ersten Mal auf ihre Gottheit und erfährt dabei, dass sie gotterweckt ist, also für den Aufstieg zu göttlicher Macht ausersehen. Es gelingt der Hauptfigur zusammen mit den Suchern ein Schiff von den Magistern des Ordens zu erobern. Damit gelingt die Flucht von der Insel, doch auf dem Weg in das Dorf Treibholz wird das Schiff abgefangen. Unter Führung von Dallis und ihrem Assistenten Vredemann werden die Sucher überwältigt, doch mithilfe der Halbdämonin Maladie gelingt der Hauptfigur die Flucht.

### Treibholz
In Treibholz erfährt die Hauptfigur, dass sie weitere mächtige Quellenmagier aus der Umgebung als Lehrer für ihre Quellenfähigkeiten gewinnen muss. Während sie so an Macht über die Quelle gewinnt, trifft sie wiederholt auf ihre Gottheit. Sie erfährt von dieser, dass die sieben Götter schwächer werden und von der Leere vernichtet zu werden drohen. Die sieben Götter haben daher gemeinsam einen Teil ihrer Quelle aufgegeben und im Quell des Aufstiegs konzentriert. Die Hauptfigur soll zu diesem Quell reisen, eine gewaltige Menge Quelle aufnehmen und so Göttlichkeit erlangen. Wie zuvor schon Lucian, der erste am Quell zur Göttlichkeit Aufgestiegene, soll die Hauptfigur mit der resultierenden Macht den Kampf gegen die Leere anführen.

### Die namenlose Insel
Auf der namenlosen Insel erlangt die Hauptfigur Zugang zur uralten Akademie. Sie erfährt dort, dass vor den sieben Göttern und den bekannten Rassen eine als die Ewigen bezeichnete Rasse von Wesen existiert hat. Sieben Ewige haben beim Experimentieren mit Quelle göttliche Macht erlangt und sind so die sieben Götter geworden. Die Ewigen sind dabei aus der Welt verbannt worden, an ihrer Stelle haben die sieben Götter die bekannten Rassen geschaffen. Nun, da die sieben Götter geschwächt sind, kehren die Ewigen unter Führung des Gottkönigs als Leerenerwachte zurück.
In der Akademie erlangt die Hauptfigur Zugang zum Quell des Aufstiegs, wo sie erneut von Dallis und Vredemann überrascht wird. Dallis absorbiert die gesamte Quelle dort und flieht, womit der Hauptfigur der Aufstieg zur Göttlichkeit verwehrt wird. Die Hauptfigur hat damit in den Augen ihrer Gottheit versagt und wird von dieser angegriffen, sie kann jedoch die Gottheit töten. Erneut gelingt dank Maladie die Flucht aus dem resultierenden Inferno.

### Arx
Die Hauptfigur erreicht mit Maladies Hilfe die Stadt Arx. Dort erfährt sie, dass sie die Krypta von Lucian, ihrem verstorbenen Vorgänger, betreten muss, um Dallis zu finden. Als sie nach mehreren Prüfungen Lucians Sarkophag erreicht, findet sie keine Spur seines Körpers.
Es zeigt sich, dass Lucian tatsächlich noch am Leben ist und mit Dallis kooperiert hat. Dallis enthüllt ihre Identität als eine der Ewigen, und Lucian erklärt ihren gemeinsamen Plan, alle Quelle zu vernichten und so die Leerenerwachten endgültig aus der Welt zu verbannen. Allerdings ist Dallis' Assistent Vredemann in Wahrheit der wiederbelebte Quellenkönig Braccus Rex. Braccus entzieht sich Dallis Kontrolle und greift zusammen mit dem Kraken die Anwesenden an. Nachdem die Hauptfigur Braccus besiegt hat, kann sie entscheiden, was sie mit der nun verfügbaren Macht tut. Sie kann, unter anderem, die gesamte Quelle aus der Welt entfernen, die Quelle mit allen Lebewesen teilen, oder die Macht für sich beanspruchen und wie Lucian göttlich werden.

## Spielprinzip
Es besteht die Möglichkeit die Geschichte im Einzelspielermodus und im Koopmodus über LAN oder Internet zu spielen. Im Arena Modus können bis zu vier Spieler auf speziellen Arenakarten gegeneinander antreten. Außerdem gibt es einen Spielleitermodus, in dem Spieler von anderen Spielern generierte Abenteuer spielen können. Im Einzelspielermodus besteht die Auswahl zwischen verschiedenen Schwierigkeitsgraden. Im höchsten Grad Ehrenmodus kann nur ein Spielstand gespeichert werden. Dieser wird überschrieben, sobald ein Charakter der Spielergruppe stirbt, außerdem endet das Spiel endgültig wenn die gesamte Gruppe stirbt.

### Charakterentwicklung
Im Einzelspielermodus kann der Spieler entweder einen von sechs vorgegebenen Charakteren wählen, jeder mit einer eigenen Hintergrundgeschichte, oder einen individuellen Charakter erstellen. Es gibt vorgeschlagene Klassen, aber diese lassen sich nahezu beliebig individualisieren. Es werden Talentpunkte in den Bereichen Attribute, Kampffähigkeiten und Zivilfähigkeiten verfügbar, wobei die Punkte innerhalb jedes Bereichs fast beliebig verteilt werden können. Attribute bestimmen die Grundwerte des Charakters im Kampf, beispielsweise den Angriffsschaden und die Trefferpunkte. Kampffähigkeiten bestimmen, welche Fertigkeiten erlernt und wie effizient diese genutzt werden können. Zivilfähigkeiten bestimmen, wie effizient der Charakter beispielsweise feilschen oder unentdeckt schleichen kann. Außerdem kann eine geringe Zahl besonderer Talente erlernt werden, beispielsweise die Fähigkeit mit Tieren zu sprechen. Zudem besitzt jeder Charakter vorgegebene Kennzeichen und einige spezifische Fähigkeiten, die in Dialogen zusätzliche spezifische Optionen eröffnen.
Durch das Töten von Feinden und die Erfüllung von Quests erhält die Gruppe Erfahrungspunkte. Alle Gruppenmitglieder erhalten die Erfahrungspunkte, unabhängig davon, ob sie dabei Teil der Spielergruppe sind. Bei Erreichen bestimmter Punktegrenzen wird eine neue Erfahrungsstufe erreicht. Damit verbessern sich die Grundwerte der Charaktere und es können zusätzliche Talentpunkte verteilt werden.
Neue Fertigkeiten werden aus Büchern erlernt, sofern ein Charakter die erforderlichen Kampffähigkeitenpunkte besitzt. Die Zahl der erlernbaren Fertigkeiten ist nicht begrenzt, aber es kann nur eine begrenzte Zahl an Fertigkeiten im Gedächtnis behalten werden. Mächtigere Fertigkeiten beanspruchen dabei mehrere Gedächtnisplätze. Nur die Fertigkeiten im Gedächtnis können eingesetzt werden, diese lassen sich ausschließlich außerhalb des Kampfes verändern.

### Erkundung der Welt
Der Spieler kann die Welt allein oder in einer Gruppe mit bis zu drei Begleitern erkunden. Jeder der sechs vorgegebenen Charaktere, sofern er nicht als Hauptfigur gewählt worden ist, kann im Spiel angetroffen und als Begleiter gewonnen werden, außerdem können Söldner ohne Hintergrundgeschichte angeworben werden. Im Gegensatz zum Vorgänger ist in jedem Kapitel der Geschichte nur ein individuelles, begrenztes Gebiet zugänglich. Orte aus abgeschlossenen Kapiteln können nicht mehr besucht werden. Innerhalb des jeweiligen Gebietes kann die Gruppe sich frei bewegen. Es sind Schnellreisen von jedem Ort zu allen bereits entdeckten Schnellreisepunkten möglich.
Der Spieler kann generell mit nahezu allen NSC ein Gespräch beginnen und handeln. Gespräche mit NPC, die nicht der Gruppe des Spielers angehören, können auch von den übrigen Gruppenmitgliedern initiiert werden. Mit dem entsprechenden Talent kann ein Gruppenmitglied auch Gespräche mit Tieren führen. Zudem erlernt die Hauptfigur im Lauf der Geschichte die Fähigkeit, die Geister von Verstorbenen zu sehen und mit ihnen zu kommunizieren. Abhängig von den Kennzeichen, die ein Charakter besitzt, werden in Gesprächen zusätzliche Antwortmöglichkeiten verfügbar. In manchen Situationen kann der Charakter versuchen sein Gegenüber zu überreden, um beispielsweise eine höhere Belohnung für die Erfüllung eines Auftrages zu erhalten.
Jeder Charakter kann für die Mitglieder der Spielergruppe als Ziel von Fähigkeiten gewählt werden. Es ist so prinzipiell beliebig möglich, neutrale und verbündete Charaktere anzugreifen und zu töten, allerdings führt dies in der Regel zu feindseligen Reaktionen der neutralen Charaktere. Außerdem können Charaktere bestohlen werden.
Es ist möglich, mit zahlreichen Gegenständen zu interagieren und diese zu zerstören. Teilweise können dadurch neue Spielbereiche zugänglich werden.
Das Spiel verfügt über ein Handwerkssystem, in dem nahezu alle Materialien und Gegenstände verarbeitet oder kombiniert werden können. Die dafür erforderlichen Materialien können in begrenztem Maß in der Umgebung gefunden werden. Es lassen sich vornehmlich Verbrauchsmaterialien wie Tränke oder Spezialpfeile herstellen, aber auch einige Ausrüstungsgegenstände können selbst hergestellt oder verbessert werden.

### Kampf
Das Kampfsystem ist rundenbasiert. Jeder beteiligte Charakter erhält pro Runde eine begrenzte Zahl an Aktionspunkten, die für die Bewegung, den Einsatz von Fähigkeiten sowie das Benutzen von Gegenständen benötigt werden. Nicht verbrauchte Aktionspunkte werden in begrenztem Maß in die folgende Runde übertragen. Jeder Charakter besitzt Trefferpunkte. Die meisten Charaktere besitzen zudem physische und magische Rüstungspunkte, diese verhalten sich wie zusätzliche Trefferpunkte. Physischer oder magischer Schaden werden zuerst von den entsprechenden Rüstungspunkten abgezogen, erst danach von den Trefferpunkten. Auch die meisten negativen Statuseffekte werden ignoriert, solange die betreffenden Rüstungspunkte nicht auf 0 reduziert sind. Wenn seine Trefferpunkte auf 0 fallen stirbt der Charakter, kann jedoch im Kampf oder danach wiederbelebt werden. Die Charaktere der Spielergruppe können versuchen aus dem Kampf zu fliehen, um eine Niederlage zu vermeiden. Falls alle Charaktere der Spielergruppe sterben, endet das Spiel, kann aber von einem zuvor gespeicherten Spielstand fortgesetzt werden.
Die Kampfmechanik ist stark auf die Wechselwirkung zwischen verschiedenen Fähigkeiten ausgelegt. Jeder Charakter kann zugleich zahlreiche Statuseffekte haben, die seine Aktionsmöglichkeiten im Kampf und die Wirkung weiterer Fähigkeiten auf ihn beeinflussen. Dabei spielt auch die Manipulation des Geländes eine große Rolle. Sowohl Bodenflächen als auch Wolken darüber interagieren mit Charakteren, welche sich darüber beziehungsweise hindurch bewegen. Dabei kann eine Vielzahl von Effekte ausgelöst werden, beispielsweise Feuerschaden bei Bewegungen über brennenden Flächen oder Verlangsamung bei Bewegung über Öllachen. Zahlreiche Fähigkeiten und Statuseffekte wiederum interagieren mit Flächen und Wolken, beispielsweise können ein Feuerzauber oder auch ein brennender Charakter eine Öllache entzünden.

## Entwicklung
Das Spiel wurde am 12. August 2015 angekündigt, ebenso die teilweise Finanzierung durch eine Schwarmfinanzierung über Kickstarter ab dem 26. August 2015. Die angestrebte Finanzierung von 500.000 $ wurde dabei innerhalb von 12 Stunden erreicht. Bei Ankündigung der erweiterten Finanzierungsziele waren die ersten beiden bereits übertroffen. Insgesamt wurden über 2.000.000 $ von 42.000 Unterstützern eingesammelt. Larian erklärte die Entscheidung für eine erneute Finanzierung über Kickstarter mit dem hilfreichen Input durch die Schwarmfinanzierer bereits beim Vorgänger Divinity: Original Sin. Zudem gebe das zusätzliche Geld aus der Schwarmfinanzierung die Möglichkeit, das Spiel deutlich auszubauen.
Das Spiel wurde als Early Access für Microsoft Windows am 15. September 2016 veröffentlicht.
Die vollständige Veröffentlichung folgte am 14. September 2017, allerdings noch ohne deutsche Übersetzung.
Die deutsche Übersetzung wurde am 22. September 2017 mit einem Patch hinzugefügt.
Das Spiel erreichte 75.000 gleichzeitig aktive Spieler innerhalb einer Woche und war zu dieser Zeit eines der meistgenutzten Spiele auf Steam.
Am Wochenende der vollständigen Veröffentlichung wurden die Marke von 500.000 verkauften Einheiten erreicht, davon 320.000 während der Early Access Phase und 180.000 weitere am Wochenende der vollständigen Veröffentlichung.
Bis zum 29. November 2017 wurden mehr als 1.000.000 Kopien des Spiels verkauft.
Für die Besitzer des Spiels wurde am 31. August 2018 eine kostenlose Erweiterung zur Definitive Edition bereitgestellt.
Das Spiel wurde außerdem auf PlayStation 4 sowie Xbox One portiert und am 31. August 2018 von Bandai Namco Entertainment veröffentlicht.
Weitere Veröffentlichungen folgten auf macOS am 31. Januar 2019 und Nintendo Switch am 4. September 2019.
Im März und September 2019 wurden zwei kostenlose DLCs 'Geschenktaschen' zur Verfügung gestellt, weitere sollen dem Entwickler zufolge bis 2020 folgen.

## Rezeption
Das Spiel erhielt durchgehend sehr gute Kritiken (Metacritic: 93 %, Gamerankings: 92,94 %). Die Komplexität vieler Mechaniken, besonders im Hinblick auf gegenteilige Entwicklungen im Genre, wird oft besonders betont. Gelegentlich wird allerdings auch milde Kritik an Inventarsystem und Tagebuch geübt.
Marcus Grundmann von Eurogamer lobt, dass es vom technischen Standpunkt („'nur' isometrisch“) nicht ganz so beeindruckend wie The Witcher 3: Wild Hunt ist, aber „dieses im strengen, eigentlichen Sinne des Genre-Namens weit überbietet.“ Er sieht das Spiel in der besten Tradition der Baldur’s-Gate-Ära und folglich als „Ein Spiel, das man als echter Rollenspieler gespielt haben muss, ohne wenn und aber.“ Besonders gelobt werden die Bemühungen der Entwickler, den Spielern in vieler Hinsicht die „maximale Freiheit zu geben“, die Verzahnung der Spielmechaniken, das Spiel fühle sich an „wie aus einem Guss - jede Mechanik greift in eine andere, alles hängt irgendwie zusammen.“ sowie der  „Detailreichtum der Spielwelt“. Der Autor schließt „So kann ich letzten Endes nur sagen: Divinity: Original Sin 2 ist das beste isometrische Rollenspiel, das ihr derzeit bekommen könnt und es ist eines der besten Rollenspiele überhaupt.“ und bewertet das Spiel als „Herausragend!“.
Sascha Penzhorn von GameStar begeistern die „zum Teil schlicht irren Ideen“ der Entwickler, die aus dem Spiel „nicht weniger als das beste Rollenspiel des Jahres“ machen. Besonders hervorgehoben wird die vielseitige Kampfmechanik als „endlos unterhaltsamer Chemiebaukasten für kreative Rollenspieler“. Und auch außerhalb der Kämpfe herrsche enorme Freiheit, „So vielfältig wie unsere Möglichkeiten im Kampf und in der Charaktererschaffung sind auch die Lösungswege für Quests.“ Dies sei besonders beeindruckend und erfreulich im Hinblick auf den Trend, dass „in anderen Rollenspielen immer mehr Optionen wegfallen, Zwischensequenzen und Trailer immer wichtiger werden als Spieltiefe.“ Penzhorn meint sogar „Ich motze für mein Leben gern, aber abseits kleiner, unbedeutender (und größtenteils behobener) kosmetischer Bugs und einer nicht ganz perfekten Benutzeroberfläche gibt's hier einfach nichts, was dem Spielspaß schadet.“ Das Spiel erhält das Fazit „Grandioses Rollenspiel-Erlebnis, das unvergleichlich viele Freiheiten bietet und vor Inhalten und Möglichkeiten strotzt. Pflichtkauf!“ und eine Wertung von 93 %.
Jörg Luibl von 4Players lobt besonders die Vielfalt im Kampfsystem, aufgrund der „man angesichts der Möglichkeiten einfach nur grinsend experimentiert“, auch wenn diese mitunter zu unlogischen Konsequenzen führe. Kritisiert wird allerdings das „nicht enden wollenden Klimbim an Beute, Rezepten, Gegenständen“, das ob der Fülle der Möglichkeiten eher störe als helfe. Der Autor schließt „Offen, kreativ, episch: Divinity: Original Sin 2 ist ein sehr gutes Biest von einem Rollenspiel, das hinsichtlich der Kampftaktik, der Kettenreaktionen sowie des Rätselflairs überzeugt.“ und vergibt eine Wertung von 88 %.
Brett Todd von Gamespot ist angetan, dass bedeutsame Spielerentscheidungen und eine superbe Synchronisation eine vollständig glaubwürdige Welt schaffen. Die Kampfmechanik biete „herausfordernde und lohnende rundenbasierte Kämpfe“. Und die schier unendlichen Möglichkeiten bei der Erschaffung, Anpassung und Entwicklung der Charaktere machten jedes Mitglied der Gruppe zu einem individuelleren Begleiter als die „übliche Ansammlung von Buffs und Zahlen in den meisten RPGs“. Ein weiteres positives Merkmal sei die Questgestaltung. Diese komme „dem  Pen-&-Paper-Gefühl näher als jedes Computer-RPG, das ich je gespielt habe“, insbesondere ob der Möglichkeit in vielerlei Hinsicht zu scheitern. Der einzige verbleibende Kritikpunkt blieben die unübersichtlichen Kontrollleisten für Fähigkeiten, Ausrüstung und Zauber im Kampf. Das Fazit lautet „Dieses makellos konzipierte und emotionsgeladene Fantasy-Welt, mit brillantem taktischem Kampf obendrauf, machen es zu einem der feinsten Spiele der letzten Jahre, und es bleibt ein sofortiger Klassiker im Pantheon der RPG Größen.“ mit einer Wertung von 10/10 Punkten.
Daniel Tack von Game Informer ist ebenfalls erfreut von den zahlreichen Freiheiten, im Spiel gelte „Alles geht“. Die sei anfangs geradezu überwältigend, mache aber sehr bald euphorisch. Auch die Entscheidung für ein rundenbasiertes Kampfsystem sei erfrischend in Zeiten von Echtzeitkampf mit Pausenfunktion, welchen die meisten gegenwärtigen RPGs nutzten. Zudem seien die Nebenhandlungen, gerade auch die der verfügbaren Begleiter, zahlreich und viel mehr als nur Dekoration der Haupthandlung. Der Autor folgert „Divinity: Original Sin 2 ist eines der großartigsten RPGs aller Zeiten und Larians fortdauernde Hingabe um unglaubliche und frei formbare Abenteuer zu erschaffen, inspiriert von Pen-und-Paper-Rollenspielen, ist inspirierend und lobenswert“ und vergibt 9,75/10 Punkte als Wertung.
Leif Johnson von IGN bezeichnet das Spiel als eines der besten RPGs Art seit Jahren, „besonders für die Anhänger des isometrischen Modells von Baldur’s Gate“. Das Spiel sei zwar „gestaltet im Geist des jahrzehntealten RPGs Baldur’s Gate 2“, aber dieses Vermächtnis sei nur das „Fundament für das umfangreiche Spiel, das Larian darauf gebaut hat.“ Er lobt die hohe Qualität auch der Nebenquest, die „herausragen nicht nur dadurch wie sie geschrieben sind, sondern auch dadurch wie sie gefunden werden.“ Dies gelte auch für das rundenbasierte Kampfsystem, insbesondere die Umgebung sei dabei „interaktiver als alles, was selbst die Genre-Größen BioWare und CD Projekt RED jemals hervorgebracht haben.“ Besonders beeindruckend sei insgesamt die Kombination „so breiter Flexibilität“ mit „lohnendem Kampf und einer eindringlichen Geschichte“. Der Autor folgert, „an Divinity: Original Sin 2 wird man sich als eines der Großen erinnern“ und bewertet das Spiel mit 9,6/10 Punkten.
Matthias Dammes von PC Games beeindruckt die Gestaltung der Spielwelt, deren Karten „strotzen nur so vor einer unglaublichen Detailfülle und Abwechslung“. Auch die breite Vielfalt an Möglichkeiten wurde besonders gelobt, denn „die spielerische Freiheit für den Spieler steht dabei immer im Vordergrund.“ Speziell im Kontext des Kampfsystems sei das Spiel daher „Ein Paradies für Taktiktüftler“. Allerdings wird das Inventarsystem kritisiert. Auch nach Verbesserungen durch die Definitive Edition bleibe es dabei: „Wirklich optimal sind die Möglichkeiten im immer voller werdenden Inventar die Übersicht zu behalten aber nach wie vor nicht.“ Dennoch sei das Spiel „Eines der besten klassischen Rollenspiele seit Baldur’s Gate 2.“ und erhält 10/10 Punkten.
Fraser Brown von PC Gamer findet, dass sich Divinity: Original Sin 2 unheimlich wie ein Pen-&-Paper-Rollenspiel anfühlt. Er lobt seiner Meinung nach eines der besten RPG Kampfsysteme, auch wenn es „fraglos mehr Geduld und Übung erfordert als die meisten“. Wo es Grenzen der spielerischen Freiheit gebe, seien diese immer gut versteckt. „Larian hat phänomenale Arbeit geleistet dabei vorherzusehen, was Spieler zu tun versuchen könnten und sogar wie sie das Spiel zum Absturz zu bringen.“ Dies gelte auch für die Charakterentwicklung ohne Klassenbeschränkungen und die Kämpfe: „Schlachtfelder sind tatsächlich Labore, bestimmt für verrückte Experimente, bei denen magische und martialische Fähigkeiten mit der Umgebung kombiniert werden können um alles zu erschaffen, von heilenden Feuerwänden bis zu dämonischen Kobolden aus Blutlachen.“ Es bleibt das Fazit „Larian hat viel versprochen und das absolut erreicht, ein einzigartiges Spiel zu schaffen, das mit einer Vielzahl komplexer umfassender Systeme jongliert und sie niemals fallen lässt.“ mit einer Wertung von 92 %.